# Teesside Football League
Teesside Football League var en engelsk fotbollsliga, grundad 1891 och baserad i Teesside i norra England. Den hade två divisioner som låg på nivå 11 och 12 i det engelska ligasystemet. Ligan var en matarliga till Northern League.
Ligan upphörde 2017 och ersattes av North Riding Football League.

## Mästare
| Säsong    | Mästare                                |
| --------- | -------------------------------------- |
| 1891-92   | Okänt                                  |
| 1892-93   | Okänt                                  |
| 1893-94   | Darlington St Hilda's                  |
| 1894-95   | Middlesbrough Reserves                 |
| 1895-96   | Darlington Reserves                    |
| 1896-97   | Thornaby                               |
| 1897-98   | Thornaby                               |
| 1898-99   | Haverton Hill                          |
| 1899-00   | Haverton Hill                          |
| 1900-01   | Haverton Hill                          |
| 1901-02   | Darlington St Hilda's                  |
| 1902-03   | Thornaby St Patrick's                  |
| 1903-04   | Thornaby St Patrick's                  |
| 1904-05   | South Bank St Peter's                  |
| 1905-06   | Riley Bros (Stockton)                  |
| 1906-07   | Thornaby St Patrick's                  |
| 1907-08   | West Hartlepool Expansion              |
| 1908-09   | Skinningrove United                    |
| 1909-10   | Eston United                           |
| 1910-11   | Thornaby St Patrick's                  |
| 1911-12   | Ashmore, Benson & Pease                |
| 1912-13   | Cleveland Chemical Works               |
| 1914-18   | Första världskriget                    |
| 1919-20   | Haverton Hill                          |
| 1920-21   | Blair And Co.                          |
| 1921-22   | Stillington St John's                  |
| 1922-23   | West Hartlepool Temp                   |
| 1923-24   | Stockton Malleable Inst                |
| 1924-25   | Normanby Magnesite                     |
| 1925-26   | Stockton Malleable Inst                |
| 1926-27   | West Hartlepool Peser                  |
| 1927-28   | Normanby Magnesite                     |
| 1928-29   | West Hartlepool Peser                  |
| 1929-30   | West Hartlepool Peser                  |
| 1930-31   | South Bank East End                    |
| 1931-32   | Normanby Magnesite                     |
| 1932-33   | South Bank St Peter's                  |
| 1933-34   | Grangetown St Mary's                   |
| 1934-35   | Lingdale                               |
| 1935-36   | Carlin How                             |
| 1936-37   | South Bank East End                    |
| 1937-38   | South Bank East End                    |
| 1938-39   | Cargo Fleet Athletic                   |
| 1939-40   | South Bank Athletic                    |
| 1940-46   | Andra världskriget                     |
| 1946-47   | Port Clarence SSC                      |
| 1947-48   | Port Clarence SSC                      |
| 1948-49   | Head Wrightson                         |
| 1949-50   | Portrack Shamrocks                     |
| 1950-51   | Ashmore Recreation                     |
| 1951-52   | Billingham Synthonia FC                |
| 1952-53   | Head Wrightson                         |
| 1953-54   | Stockton Amateurs                      |
| 1954-55   | ICI Wilton                             |
| 1955-56   | Portrack Shamrocks                     |
| 1956-57   | Redcar Albion                          |
| 1957-58   | Redcar Albion                          |
| 1958-59   | Redcar Albion                          |
| 1959-60   | Cleveland Mines                        |
| 1960-61   | Cleveland Mines                        |
| 1961-62   | Billingham Synthonia FC                |
| 1962-63   | Billingham Synthonia FC                |
| 1963-64   | Billingham Synthonia FC                |
| 1964-65   | Acklam Steelworks                      |
| 1965-66   | Acklam Steelworks                      |
| 1966-67   | Head Wrightson                         |
| 1967-68   | Head Wrightson                         |
| 1968-69   | Head Wrightson                         |
| 1969-70   | Whinney Banks                          |
| 1970-71   | Winterton Hospital                     |
| 1971-72   | Whinney Banks                          |
| 1972-73   | Teesside Polytechic                    |
| 1973-74   | Cassel Works                           |
| 1974-75   | Hartlepool Boys Welfare OB             |
| 1975-76   | Acklam Steelworks                      |
| 1976-77   | Billingham Town FC                     |
| 1977-78   | Smith's Dock                           |
| 1978-79   | Billingham Town FC                     |
| 1979-80   | Smith's Dock                           |
| 1980-81   | Marske United FC                       |
| 1981-82   | Hartlepool Athletic                    |
| 1982-83   | Hartlepool Athletic                    |
| 1983-84   | Marske United FC                       |
| 1984-85   | Hartlepool Boys Welfare OB             |
| 1985-86   | Stockton Town                          |
| 1986-87   | New Marske Sports Club                 |
| 1987-88   |                                        |
| 1988-89   | Hemlington Sports Club                 |
| 1989-90   | Nunthorpe Athletic                     |
| 1990-91   | ICI Wilton                             |
| 1991-92   | Billingham Cassel Mall                 |
| 1992-93   | Nestlé Rowntree FC                     |
| 1993-94   | Nestlé Rowntree FC                     |
| 1994-95   | Tees Components                        |
| 1995-96   | Acklam Steelworks                      |
| 1996-97   | Acklam Steelworks                      |
| 1997-98   | Acklam Steelworks                      |
| 1998-99   | Grangetown Boys Club                   |
| 1999-2000 | Grangetown Boys Club                   |
| 2000-01   | Acklam Steelworks                      |
| 2001-02   | Grangetown Boys Club                   |
| 2002-03   | Grangetown Boys Club                   |
| 2003-04   | Hartlepool                             |
| 2004-05   | Carlin How W M C                       |
| 2005-06   | Carlin How W M C                       |
| 2006-07   | Carlin How W M C                       |
| 2007-08   | BEADS FC                               |
| 2008-09   | BEADS FC                               |
| 2009-10   | BEADS FC                               |
| 2010-11   | Grangetown Boys Club                   |
| 2011-12   | Richmond Town                          |
| 2012-13   | Endeavour                              |
| 2013-14   | Whinney Banks Youth & Community Centre |
| 2014-15   | Whinney Banks Youth & Community Centre |
| 2015-16   | Boro Rangers                           |
| 2016-17   | Boro Rangers                           |

### Webbkällor
Den här artikeln är helt eller delvis baserad på material från engelskspråkiga Wikipedia, 8 augusti 2008.